# Dambrugge
Dambrugge was een gehucht dat sinds omstreeks 1200 een pachtgrond was van Merksem, waarvan het in 1871 werd afgesplitst om bij Antwerpen gevoegd te worden. Dambrugge lag ter hoogte van de huidige wijk Dam.
Aangezien Antwerpen in de middeleeuwen in het oosten omgeven was door de moerassige Schijn-delta werden de wegen naar de omgeving vaak opgehoogd tot een (wandel)dijk of dam, zo was er de Ayendijk richting Deurne (de huidige Turnhoutsebaan).
Richting Dambrugge was er de "Dijck van den Dam". De oude weg van het centrum van Antwerpen over Merksem naar Breda verliet Antwerpen langs de Rooipoort (de huidige Paardenmarkt), liep vervolgens over de opgehoogde "Dijck van den Dam" (Lange Dijkstraat, Korte Dijkstraat, Oudesteenweg en Dambruggestraat) en kruiste de Schijn aan Dambrugge (Joossensgang voor de zuidelijke tak) en liep vervolgens verder over de huidige Bredastraat en Merksemsestraat (waar de noordelijke tak gekruist werd). Er was ook een kortere voetweg naar Merksem die langs de Drie Snellenstraat liep, maar die 's winters bij hoog water ongeschikt was.
Kort na 1320 werden de veerponten over de Schijn door enkele bruggen vervangen, waarna in de volksmond de naam 'Dam-bruggen' ontstond. Voordien stond het gehucht bekend als "Geerbodigem" of kortweg "Bodigem" of "Bodegem".
In de 16e en 17e eeuw kwamen er in de buurt van Dambrugge Spaanse en later Franse vestingen, buitenschansen en forteressen. Ter hoogte van Dambrugge lagen de Buitenschans Dambrugge en het Fort Dambrugge (later Fort Pereyra genoemd).